# Spaanse Maagdeneilanden
De Spaanse Maagdeneilanden (Spaans: Islas Vírgenes Españolas of Islas del Pasaje) ook bekend als de Puerto Ricaanse Maagdeneilanden (Spaans: Islas Vírgenes de Puerto Rico, Islas Vírgenes Puertorriqueñas) en voorheen als de Passage-eilanden, is een eilandengroep binnen de Maagdeneilanden in de Caribische Zee. De eilandengroep bestaat hoofdzakelijk uit de eilanden Culebra en Vieques. Als gelijknamige gemeentes maken ze deel uit van het Gemenebest Puerto Rico. De eilanden bevinden zich ten oosten van het hoofdeiland Puerto Rico in het Caribisch gebied.

## Geschiedenis
Archeologische werken in Vieques suggereren dat het eiland ongeveer 1500 jaar voor de komst van Christoffel Columbus in 1493 werd bewoond door inheemse groepen uit Zuid-Amerika. De inwoners van Vieques, familie van de Taíno op het hoofdeiland van Puerto Rico, verzetten zich tegen de plannen van kolonisatie en slavernij van de Spanjaarden.
Volgens beschrijvingen ontdekte Christoffel Columbus het eiland Culebra tijdens zijn tweede reis naar Amerika in 1493. Er wordt aangenomen dat de eerste bewoners van het eiland de Taino-indianen waren en vervolgens de Cariben. Culebra diende als toevluchtsoord voor vele verslagen Taino-indianen tijdens de opstand tegen de Spanjaarden in 1511.
Engelsen uit de naburige Britse kolonies van Vieques -Tortola, Anguilla, St. Kitts en Nevis- hebben zich in de loop van de 17e en 18e eeuw verschillende keren in Vieques gevestigd. In 1688 en later in 1717 probeerden deze Engelsen Vieques te koloniseren door er gehuchten, een militair fort, een Engelse regering en extensieve landbouw te stichten. In beide gevallen stuurde de Spaanse gouverneur in Puerto Rico militaire versterkingen en verdreef met succes de Engelse "indringers" en bevestigde zo opnieuw de Spaanse overheersing over Vieques.
In 1875 deed de Spaanse Kroon een poging om Culebra te bevolken, maar het was pas in 1880 dat de kolonisatie van Culebra begon met de oprichting van de stad San Idelfonso de la Culebra.
Net als Puerto Rico behoorden de eilanden tot 1898 tot Spanje. Op 19 september 1898 namen de Verenigde Staten de eilanden in bezit na de ondertekening van de wapenstilstand die een einde maakte aan militaire operaties in de Spaans-Amerikaanse oorlog. De eilanden, samen met de eilanden Puerto Rico, Mona, Monito, Desecheo en andere kleinere eilanden grenzend aan het eiland Puerto Rico, werden formeel afgestaan door Spanje aan de Verenigde Staten met de ondertekening van het Verdrag van Parijs op 10 december, 1898.
De Amerikaanse regering kende in 1903 het gebruik van alle openbare gronden van de Spaanse Kroon op het Culebra toe aan de Amerikaanse marine. In die tijd nam het Amerikaanse leger de volledige controle over de gemeenschap van San Ildefonso de la Culebra en verdreef de bewoners welke zich terugtrokken in een klein gebied van Bahia Sardinas, dat ze Dewey noemden ter ere van een uitstekende Amerikaanse generaal tijdens de Spaans-Amerikaanse oorlog.
Op 17 maart 1941 werd in Washington Public Law 13 aangenomen, waarmee 35 miljoen dollar werd toegewezen voor de bouw van de Vieques-legerbasis. Op 25 augustus van datzelfde jaar stond Public Law 247 de Amerikaanse marine toe onmiddellijk bezit te nemen van de te onteigenen gronden in Vieques. Zo begon het proces van militaire onteigening waardoor de marine de controle kreeg over 11.000 hectare (26.000 acres) van de 13.000 hectare (33.000 acres) van het grondgebied van Vieques tegen het einde van de jaren 40 van de twintigste eeuw.
Met het uitbreken van de Tweede Wereldoorlog werd Culebra het belangrijkste gebied voor artillerie- en oefenbombardementen voor de marine in de Verenigde Staten van Amerika. Het werd tot 1975 voor dit doel gebruikt.

## Geografie

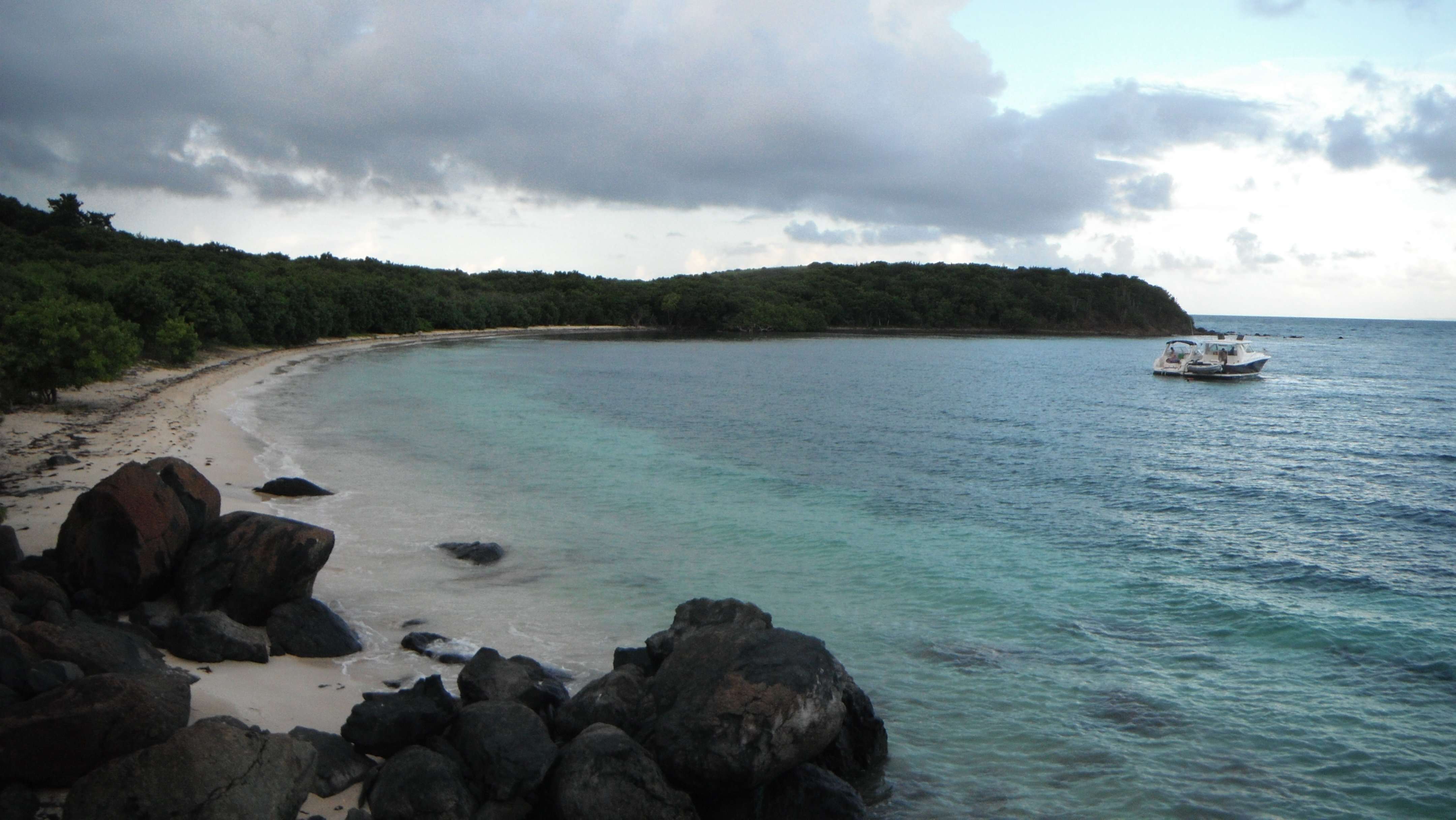
Zuidkust van het eiland Pineiro

Puertoricaanse toeristenliteratuur gebruikt de naam Spaanse Maagdeneilanden, maar de meeste algemene kaarten en atlassen behandelen deze eilanden niet als onderdeel van de archipel van de Maagdeneilanden. Ze worden meestal "Islas Municipio"  genoemd, waarbij Vieques "Isla Nena" wordt genoemd. Als onderdeel van Puerto Rico werden de Spaanse Maagdeneilanden sinds de Spaans-Amerikaanse Oorlog in 1898 gecontroleerd door de Verenigde Staten en behoorden tot dan toe aan Spanje. Spaans blijft de belangrijkste taal, hoewel Engels ook gebruikelijk is.
De belangrijkste eilanden van de groep zijn Culebra en Vieques, met meerdere bijbehorende kleinere eilanden en eilandjes. Andere eilanden die dicht bij de kust van Puerto Rico liggen zijn Icacos Island, Cayo Lobo, Cayo Diablo, Palomino Island, Palominito Island, Isla de Ramos, Isla Pineiro, Cayo Lobo. In de buurt van Culebra ligt Cayo Luis Peña.
Het kleinere eiland van Culebra, Cayo Norte, maakt deel uit van het Culebra natuurreservaat. Een groot deel van Vieques maakt deel uit van Vieques natuurreservaat, voorheen een faciliteit van de Amerikaanse marine. Culebra wordt gekenmerkt door een onregelmatige topografie, wat resulteert in een grillige kustlijn. Het eiland is ongeveer 11 bij 8 kilometer. De kust wordt gekenmerkt door kliffen, koraalzandstranden en mangroven. Het hoogste punt op het eiland is de berg Resaca op ongeveer 190 meter (623 voet). De hydrografie bestaat uit lagunes (onder andere Laguna Flamenco, Laguna Zoní, Laguna de Cornelio, Laguna de Molino), baaien (Ensenada Honda [binnen deze bevinden zich: Ensenada del Coronel, Ensenada Fulladoza, Ensenada del Cementerio, Ensenada Dákity, Bahía Mosquito en Ensenada Malena], Puerto Manglar, Bahía de Tamarindo, enz.) en kleine kreken.